# Liptowski Gródek
Liptowski Gródek (słow. Liptovský Hrádok, do 1927 Hrádok; niem. Liptau-Hradek, Neuhäusel in der Liptau, węg. Liptóújvár) – miasto na Słowacji w kraju żylińskim, liczące 7,6 tys. mieszkańców (2011). Miasto położone jest w Kotlinie Liptowskiej u podnóży Niżnych Tatr, w miejscu, w którym do Wagu uchodzi Biała Liptowska.

## Historia zamku
Niewielki zamek, od którego wzięło nazwę miasto, został prawdopodobnie zbudowany z inicjatywy żupana Doncza na początku XIV w., choć niektórzy przesuwają jego powstanie na koniec poprzedniego stulecia.
W roku 1341 pojawia się w źródłach pierwsza pisemna wzmianka o zamku. Funkcjonował pod nazwą Wywar. W kilku dokumentach określany był jako Novum Castrum. Prawdopodobnie zamek był zbudowany w latach 1316–1340. Chronił drogę handlową określaną jako Via Magna.
Niektórzy historycy zakładają, iż stała tu wcześniej drewniana budowla, prawdopodobnie wieża. Inni badacze skłaniają się do myśli, iż żupan Doncz dobudował zamek do już istniejącej, o wiele starszej kamiennej wieży strażniczej. Wyniki wykopalisk archeologicznych opowiadają się raczej za drugą wersją.
Zamek postawiono na pięciometrowej wapiennej skale. Składał się z budynku mieszkalnego i dwóch wież po jego bokach. Poniżej skały budowlę otaczał dodatkowy mur obronny, a całość była chroniona fosą, zasilaną przez Wag. Później u podnóża skały dobudowano mały dziedziniec ze studnią oraz wieżę obronną.
W 1433 roku zamek opanowali husyci. W kolejnych latach jego załogę stanowili żołnierze Jana Jiskry. Do połowy XV w. należał do majątków królewskich. Później jego właścicielami były, tytułem darowizny lub zastawu, kolejno rodziny Pongráczów, Zápolyów, Thurzonów i Balassich. Z tych ostatnich godzien jest wspomnienia Bálint Balassi (1554-1594), renesansowy poeta węgierski.
Dla przebudowy zamku najbardziej się przyczyniła kobieta – Magdalena Zayova. W latach 1600–1603 wybudowała obok zamku duży renesansowy dwór (kasztel), którego dwa skrzydła obejmowały starszą część budowli od zachodu i północy. Unowocześniła też mury obronne.
W 1709 roku, w czasie powstania Franciszka II Rakoczego, w okolicy Liptowskiego Gródka rozegrała się dwudniowa bitwa. Zamek znalazł się na linii austriackich umocnień i mocno ucierpiał w wyniku ostrzału. Zniszczenia wkrótce jednak naprawiono, a budowla stała się własnością cesarską. W 1762 roku umieszczono tu siedzibę urzędów zajmujących się górnictwem, hutnictwem i gospodarką leśną na Liptowie. Po pożarze w 1803 roku odnowiono już tylko dwór, w którym miała siedzibę administracja państwa hradecko-likawskiego. Później mieściło się tu muzeum.
Obecnie obiekt jest własnością prywatną. Mieści się tu ekskluzywny hotel GrandCastle, restauracja Magdalena Zai oraz winiarnia.

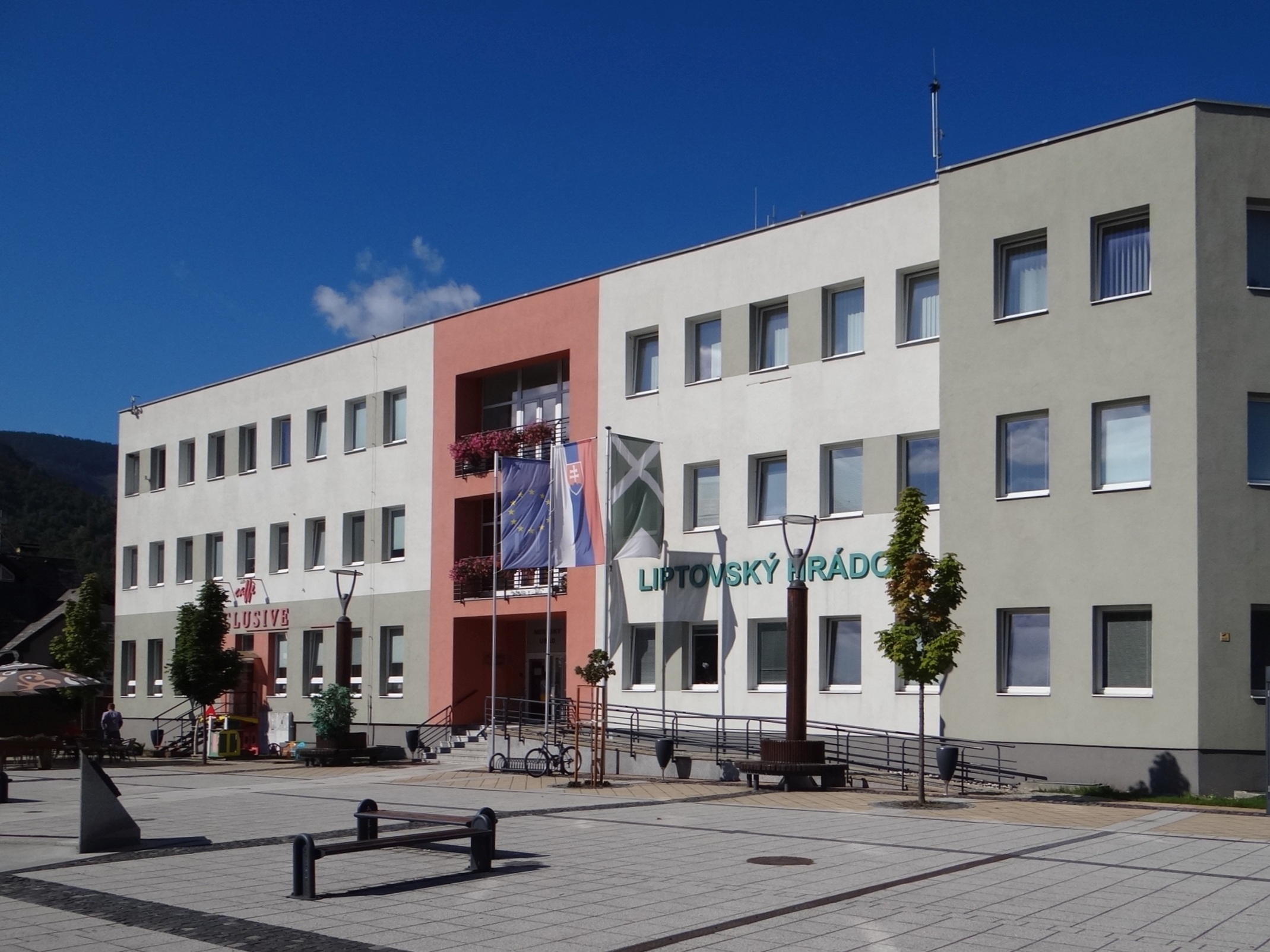
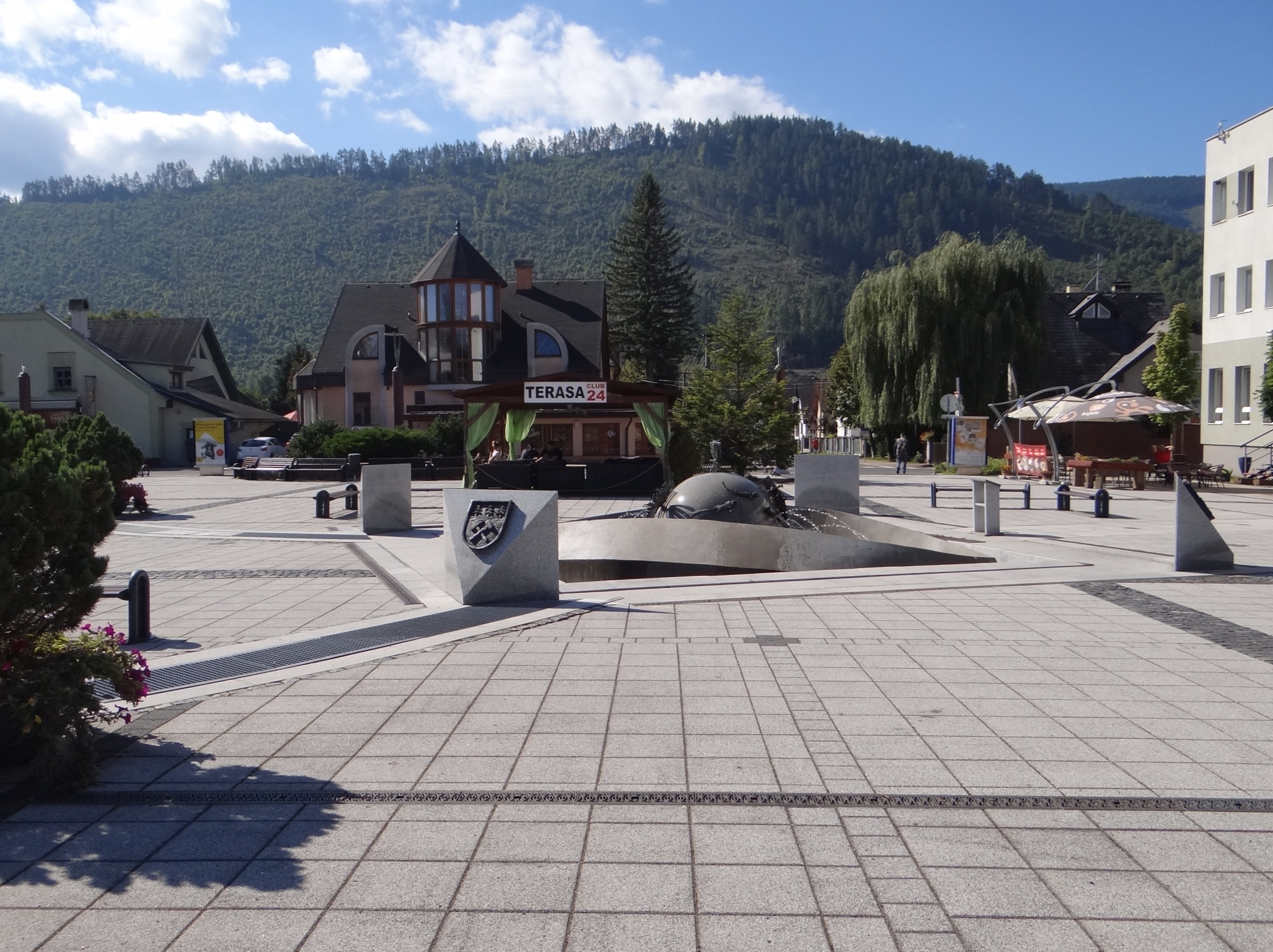
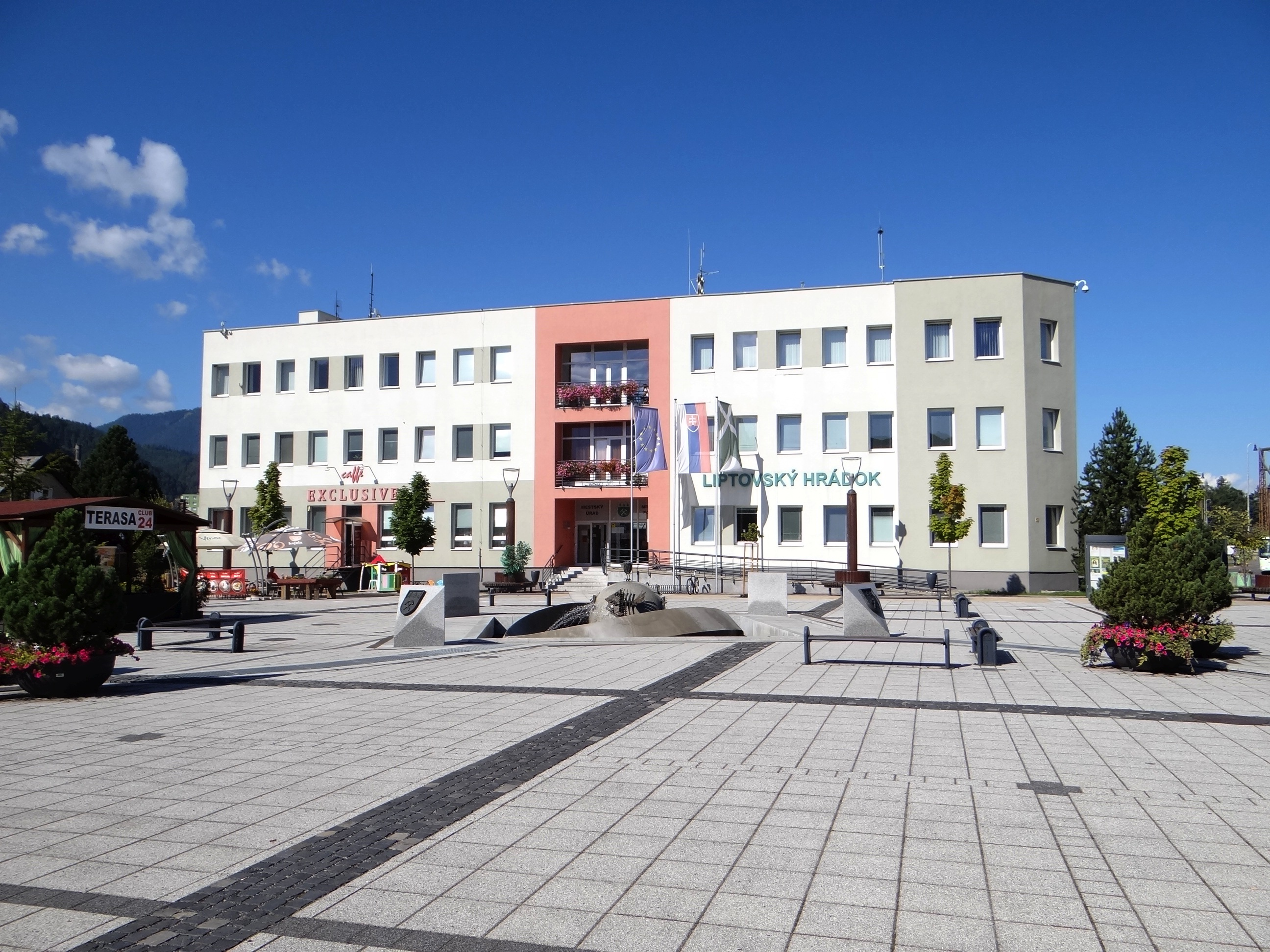
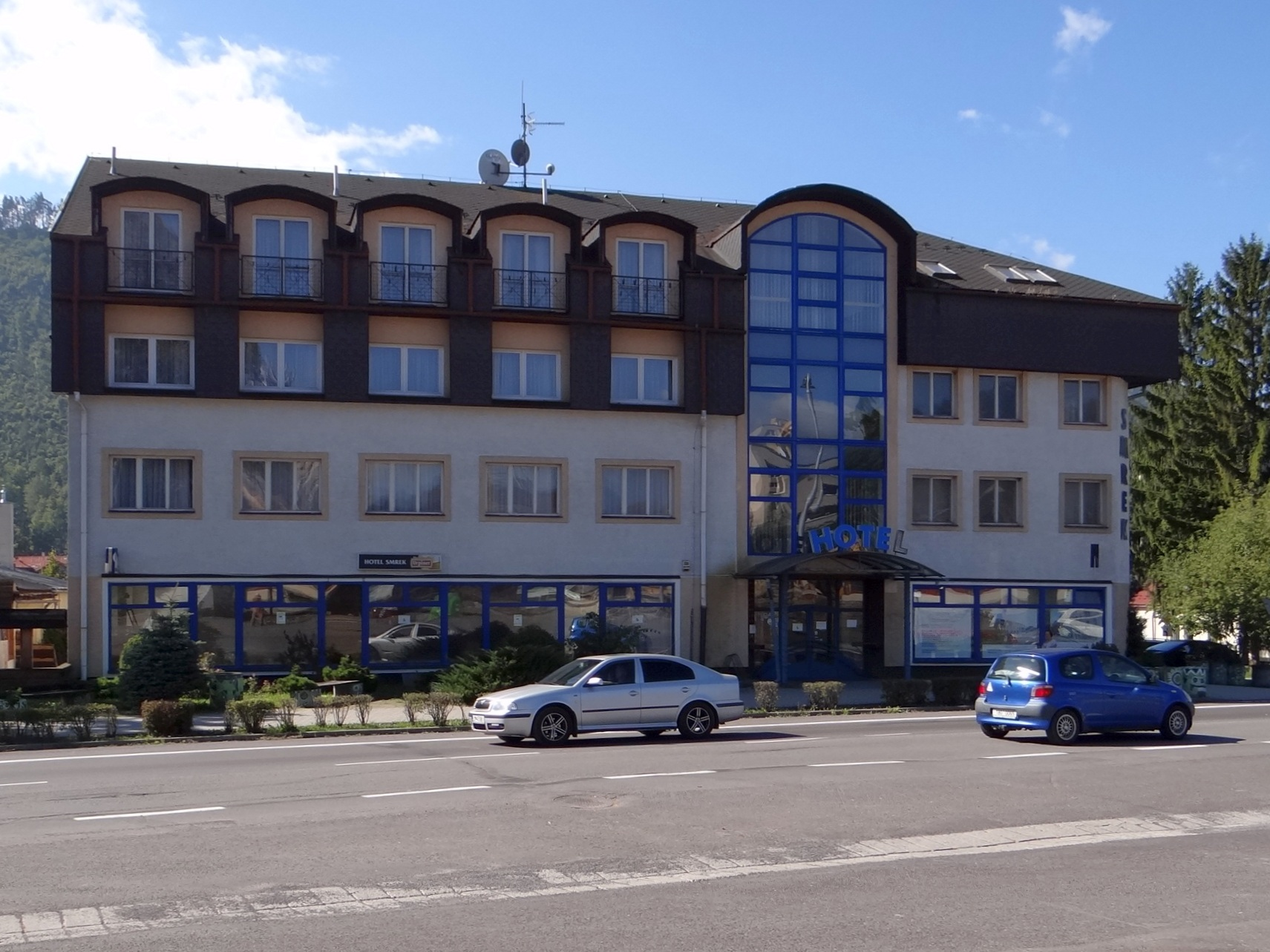
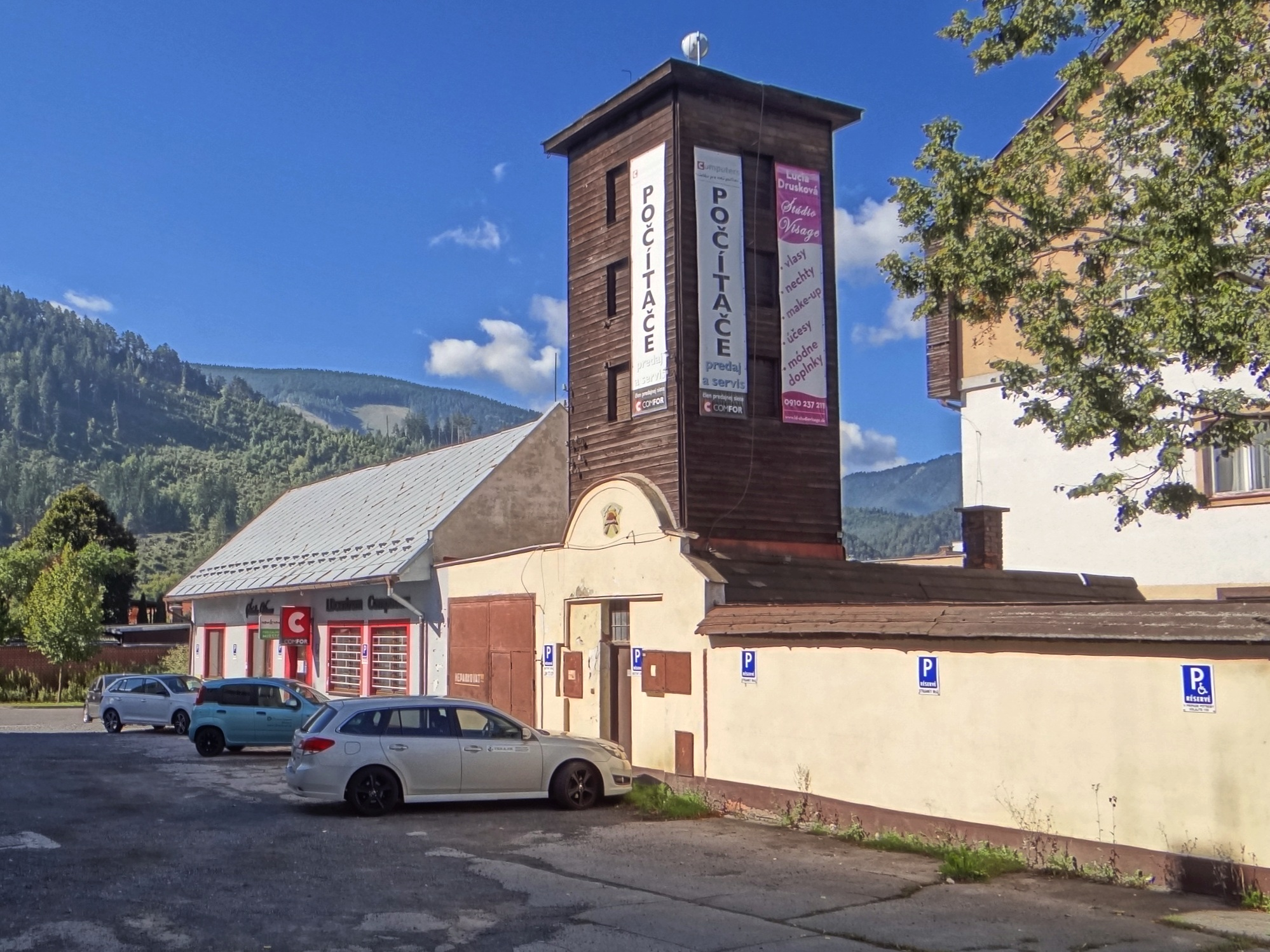
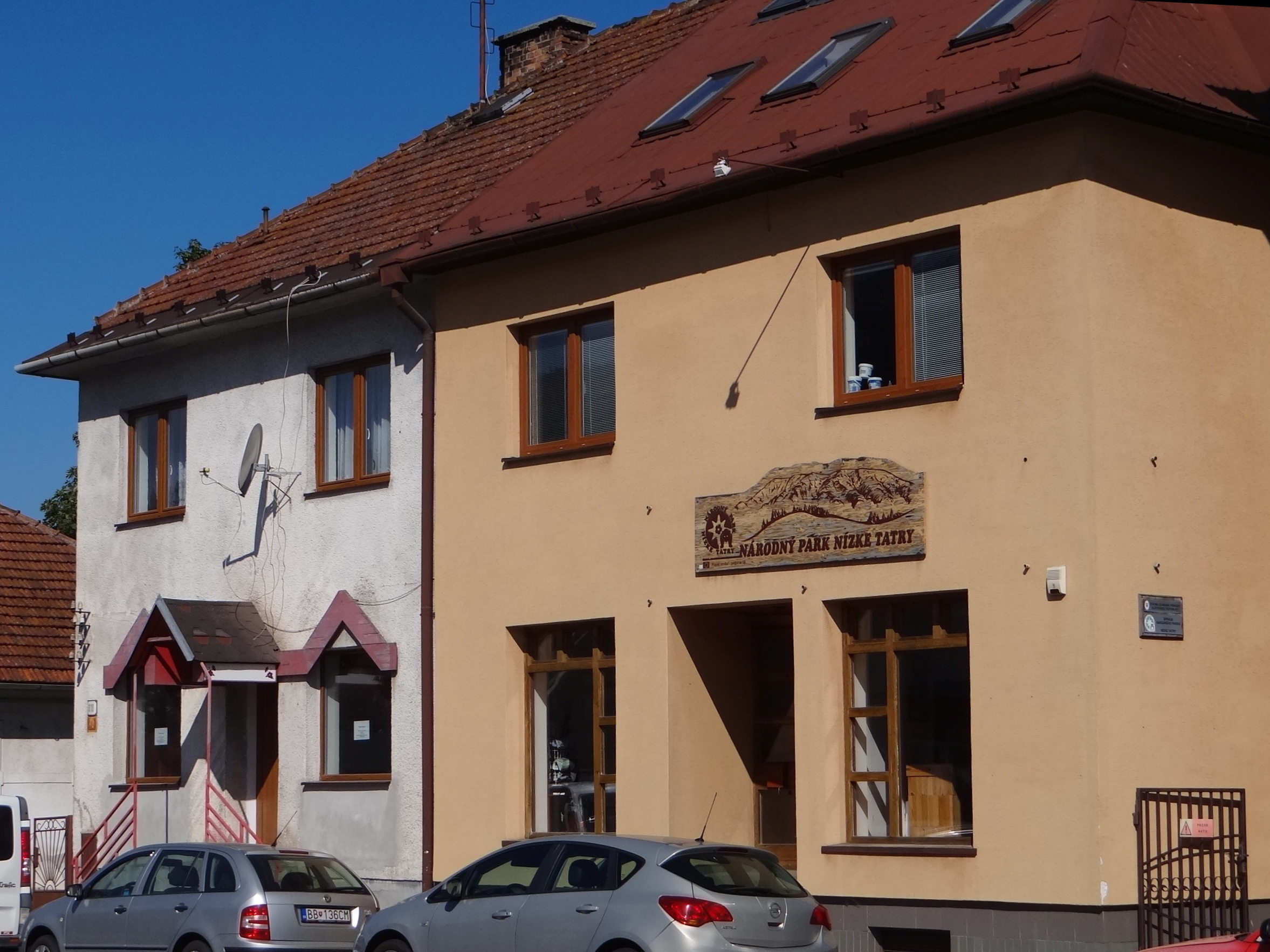
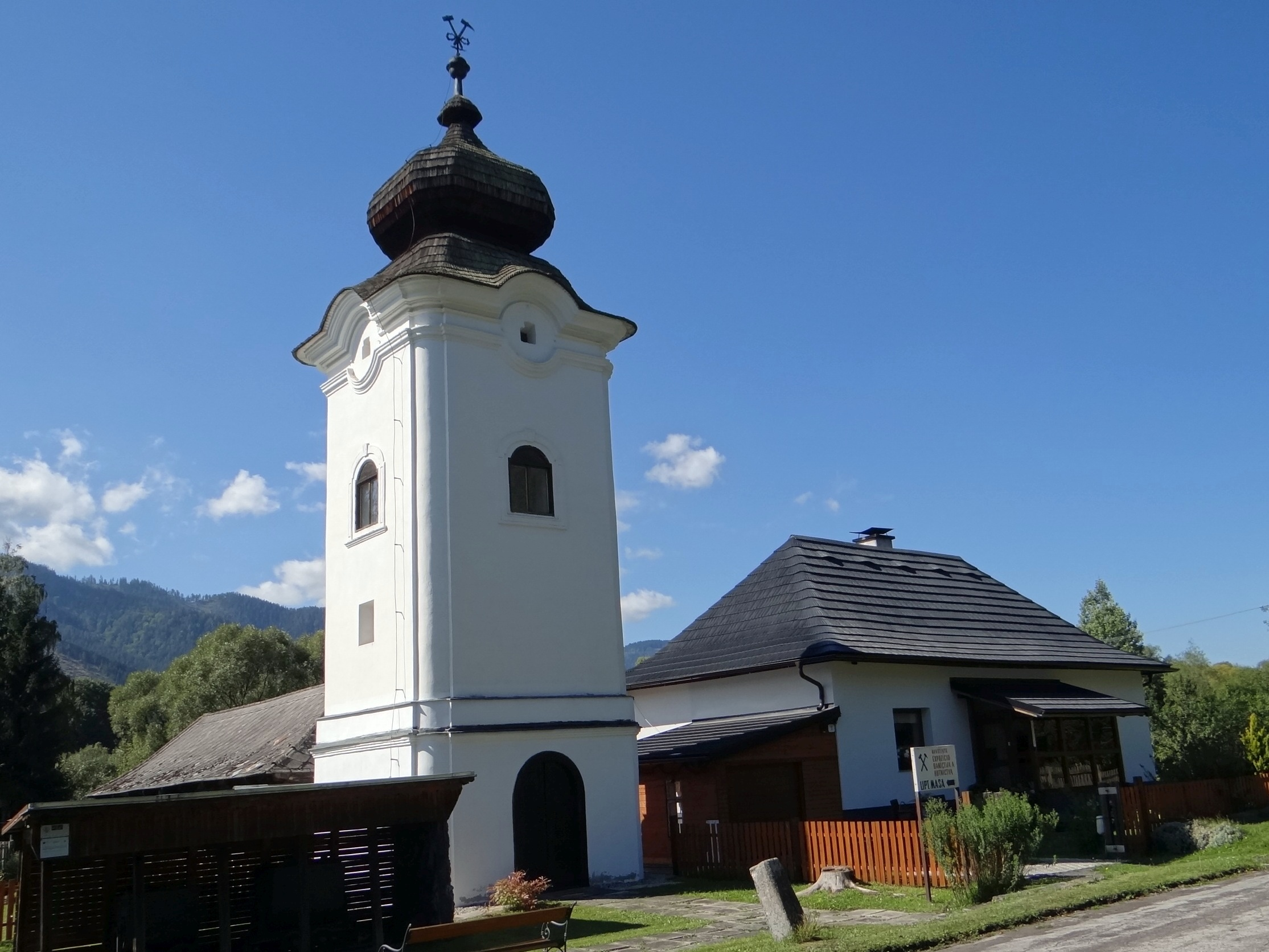

W centrum północnej części miasta (tzw. Belanská Štvrť) znajduje się Hrádocké arborétum – ważne miejsce hodowli i aklimatyzacji obcych gatunków drzew. Założył je w roku 1890 Rudolf Benkö z przeznaczeniem na poligon doświadczalny dla uczniów miejscowej szkoły leśnej im. J. Dekréta-Matejovie. Według inwentaryzacji z początku lat 80. XX w. rosło w nim 1078 egzemplarzy z ok. 120 gatunków drzew pochodzących z Europy, Azji i Ameryki Północnej. Od 1963 r. arboretum było chronione jako narodowy pomnik kultury. W 1982 r. obszar o powierzchni 7,24 ha objęto ochroną jako Chránený areál Hrádocké arborétum.

## Miasta partnerskie
Hradec nad Moravicí (Czechy)
 Stary Sącz (Polska)